# Thelacantha brevispina
Espèce
Synonymes
- Plectana brevispina Doleschall, 1857
- Plectana roseolimbata Doleschall, 1859
- Plectana flavida Doleschall, 1859
- Gasteracantha mammeata Thorell, 1859
- Gasteracantha guttata Thorell, 1859
- Gasteracantha borbonica Vinson, 1863
- Gasteracantha alba Vinson, 1863
- Gasteracantha canningensis Stoliczka, 1869
- Gasteracantha suminata L. Koch, 1871
- Gasteracantha mastoidea L. Koch, 1872
- Actinacantha maculata Karsch, 1878
- Gasteracantha observatrix O. Pickard-Cambridge, 1879
- Stanneoclavis latronum Simon, 1890
- Gasteracantha sola Saito, 1933
- Gasteracantha sparsa Saito, 1933
- Gasteracantha formosana Saito, 1933

Thelacantha brevispina est une espèce d'araignées aranéomorphes de la famille des Araneidae.

## Distribution
Cette espèce se rencontre de Madagascar à la Polynésie française et de l'Australie au Japon.
En France d'outre-mer, elle est présente à La Réunion et en Polynésie française.

## Description

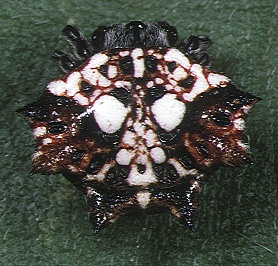
Thelacantha brevispina ♀

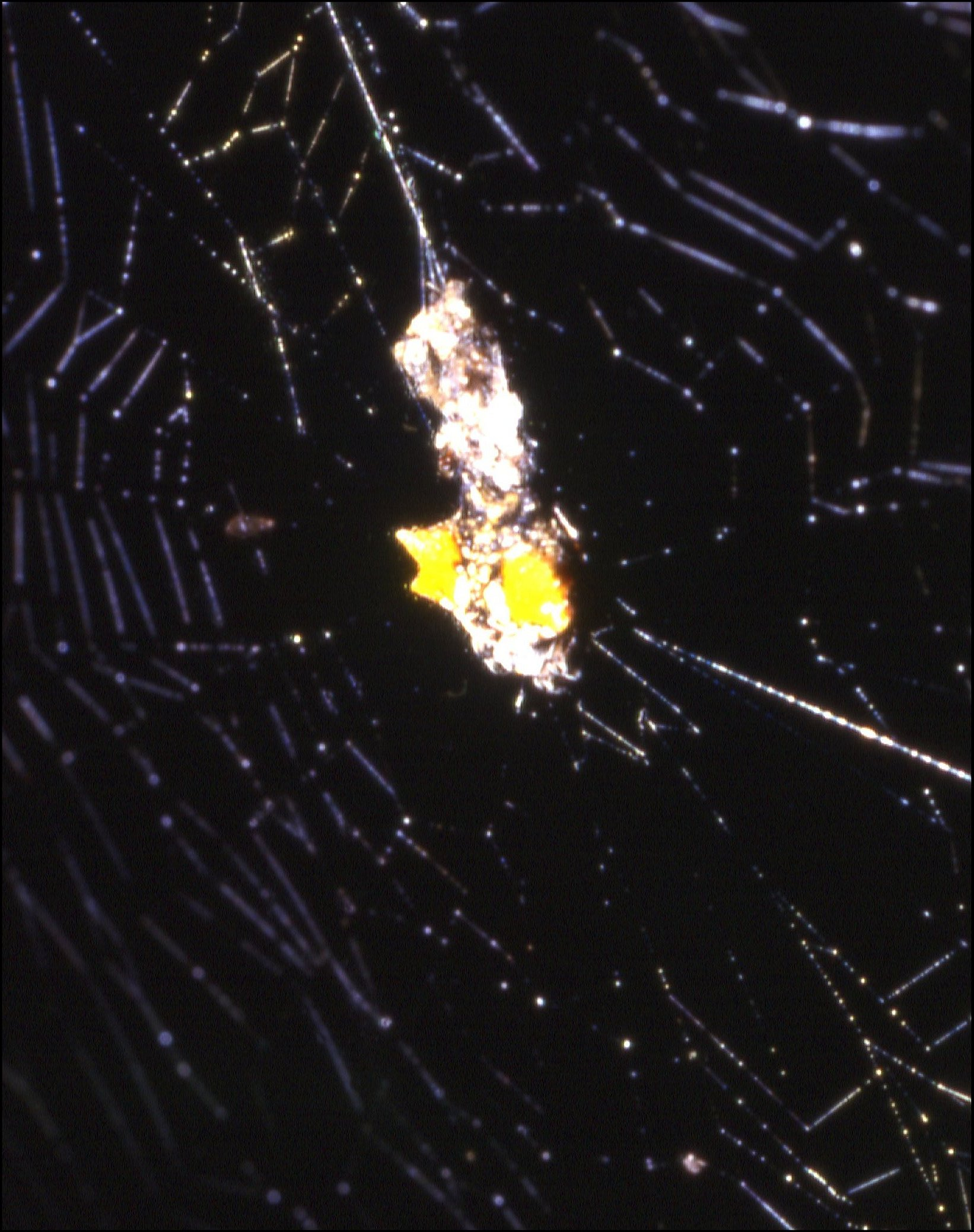
Détails de Thelacantha brevispina sur sa toile avec des débris de proies ébauchant un stabilimentum.

La femelle mesure de 8 à 9 mm.
Elle est de forme irrégulière, hexagonale, "cancroïde". Le céphalothorax ou prosome est petit, noir à brun-rougeâtre, lustré, avec un sternum noir et jaune, et en partie dissimulé par le large abdomen. Ce dernier, incurvé en son centre et relevé latéralement, porte sur les bords 6 mamelons (4 latéraux, 2 postérieurs) séparés par des échancrures et surmontés d'une épine très courte, d'où le nom spécifique. Le dessous est brun et roux, parfois taché de jaune, avec des filières très saillantes lui donnant une forme conique. En avant de ces filières, il existe un tubercule génital comme chez les Gasteracantha. Le dessus montre des taches très blanches et un fond de couleurs d'une extrême variabilité, du moins chez les exemplaires réunionnais où du jaune citron peut affecter largement les tubercules latéraux.

## Comportement
La femelle tisse une toile géométrique orbiculaire à moyeu ouvert. Elle se tient sur ce dernier et peut y réunir les débris de ses proies en "pelotes" ébauchant un stabilimentum diamétral.
Lors de l'accouplement, le mâle se fixe au tubercule génital du ventre de la femelle, adoptant avec cette dernière la position d'appariement dite "symétrique" propre aux Gasteracantha,, alors qu'elle est "dissymétrique" dans le genre voisin Micrathena.

## Systématique et taxinomie
Cette espèce a été décrite sous le protonyme Plectana brevispina par Doleschall en 1857. Elle est placée dans le genre Gasteracantha par Thorell en 1878 puis dans le genre Thelacantha par Benoit en 1964.
Gasteracantha formosana, Gasteracantha sola et Gasteracantha sparsa ont été placées en synonymie par Yaginuma en 1960.

## Publication originale
- Doleschall, 1857 : « Bijdrage tot de Kenntis der Arachniden van den Indischen Archipel. » Verhandelingen der Natuurkundige Vereeniging in Nederlandsch-Indie (Acta Societatis Scientiarum Indo-Neerlandicae), vol. 13, p. 339-434.